# معتقدات الشيروكي الروحية

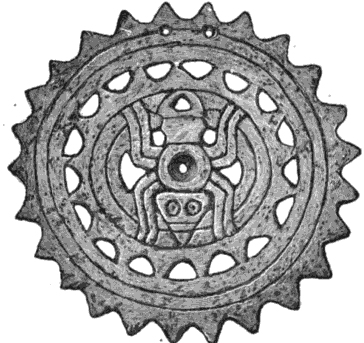
تناقلت معتقدات الشيروكي التقليدية الغابرة أن عنكبوت الماء جاءت بالنار إلى أهل الأرض في سلة حملتها على ظهرها.

معتقدات شيروكي الروحية هي معتقدات مشتركة بين شعب الشيروكي، شعب أمريكي أصلي ينتمي إلى السكان الأصليين في جنوب شرق وودلاندز، الذين يعيشون اليوم أساسًا في المجتمعات في ولاية كارولاينا الشمالية (جماعة هنود الشيروكي الشرقية)، وأوكلاهوما (شعب الشيروكي وجماعة الكيتواه المتحدة لهنود الشيروكي). تختلف بعض المعتقدات والقصص والأغاني المحافظ عليها في المجتمعات المختلفة قليلًا عن بعضها البعض. لكنها تشكل رغم ذلك غالبًا نظامًا لاهوتيًا موحدًا.

## أساطير الخلق

### خلق خنفساء الماء للأرض
تصف قصص الخلق الشيروكية الأرض بأنها جزيرة كبيرة عائمة محاطة بمياه البحر. معلقة بالسماء بواسطة حبال مثبتة عند الجهات الأصلية الأربعة. تقول القصة إن الأرض الأولى أتت إلى الوجود عندما جاء دايونيسي (Dâyuni'sï)، خنفساء الماء الصغير من غلانلاتي (Gälûletï)، عالم السماء، لم يتأثر خنفساء الماء بالقوانين الطبيعية للسبب والنتيجة، وذهب لمعرفة ما كان تحت الماء، لوجوده خارج العلاقة السببية، انطلق على سطح الماء، لكنه لم يجد مكانًا صلبًا للراحة. فغطس إلى قاع الماء وأحضر بعض الطين الطري. امتد هذا الطين في كل اتجاه وشكّل الأرض، وفقًا للروية المسجلة في عام 1900 بواسطة مكتب علم الأعراق الأمريكي.
كانت الحيوانات الأخرى في غلانلاتي متلهفة إلى النزول إلى الأرض الجديدة، أُرسلت الطيور الأولى لمعرفة ما إذا كان الطين جافًا. أُرسل صقر حوام في المقدمة للتجهيز للآخرين، ولكن كانت الأرض ما تزال طرية. وعندما تعب، انخفضت أجنحته للغاية ومشطت الطين الطري، فنحتت الجبال والوديان في السطح الأملس، واضطرت الحيوانات إلى الانتظار مرة أخرى. وعندما جف السطح في النهاية هبطوا إليه جميعًا. كان مظلمًا، لذا أخذوا الشمس ووضعوها في مسار لتجري من الشرق إلى الغرب، في البداية جعلوها منخفضة للغاية فحُرق جراد المياه العذبة الأحمر. لذا رفعوا الشمس عدة مرات لتقليل حرارتها.
تروي القصة أيضًا كيف اكتسبت النباتات والحيوانات خصائص معينة، وترتبط بأحد طقوس الطب الخاصة بهم. طُلب منهم جميعًا أن يبقوا مستيقظين لسبع ليال، ولكن لم ينجح في ذلك سوى بعض الحيوانات، مثل البومة والنمر الأسود، لذا مُنحوا القدرة على رؤية الآخرين وافتراسهم في الليل. ونجح عدد قليل فقط من الأشجار أيضًا، وهي الأرز، والصنوبر، والتنوب والغار، لذلك أُجبرت بقية الأشجار على إلقاء أوراقها في الشتاء.
كان البشر الأوائل أخًا وأختًا. وذات يوم ضرب الأخ أخته بسمكة وطلب منها أن تتكاثر. فأنجبت بعد ذلك طفلًا كل سبعة أيام، وأصبح عدد الناس كبيرًا بسرعة، لذا اضطرت النساء إلى إنجاب طفل واحد كل عام.

### الكائنات الرعدية
يُؤمن الشيروكي بوجود الرعد العظيم وأبناؤه، وهما صبيا الرعد، الذين يعيشون في أرض الغرب فوق قنطرة السماء. يرتدون البرق وأقواس قزح. يصلي الكهنة إلى الرعد ويزور بدوره الناس لجلب المطر والبركات من الجنوب. كان يعتقد أن الكائنات الرعدية التي تعيش بالقرب من سطح الأرض في المنحدرات والجبال والشلالات يمكن أن تؤذي الناس أحيانًا، وهو ما حدث بالفعل. فقد تأمرت كائنات الرعد الأخرى هذه دائمًا لإحداث الأذى.

### مراسم الذرة الخضراء

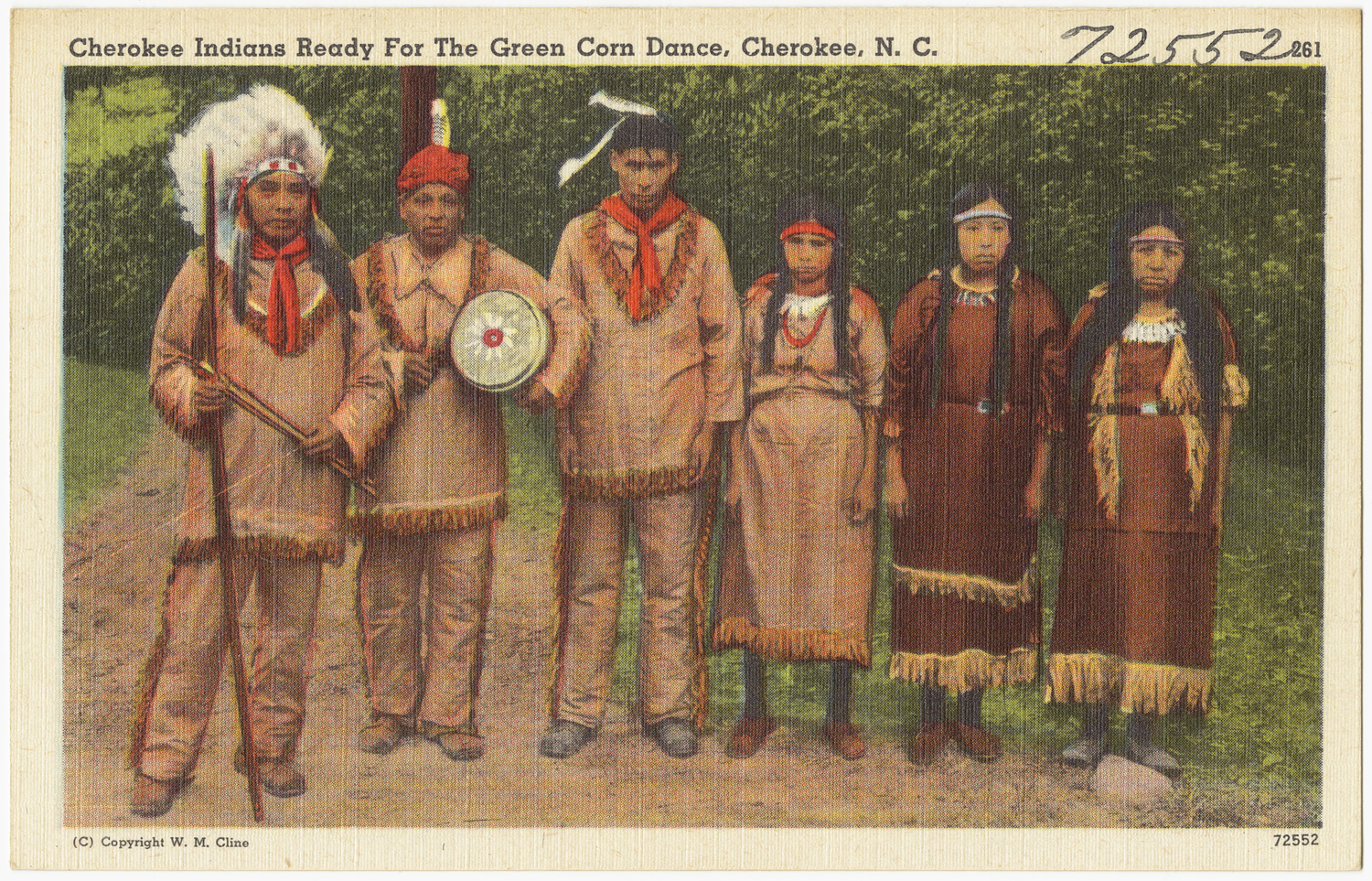
صورة لأفراد من شعب الشيروكي يتجهزون لمراسم الذرة الخضراء.

تُعتبر الكائنات الرعدية أقوى خدم المُقسّم (روح الخالق)، وتُقدس في الرقصة الأولى من مراسم الذرة الخضراء التي تُقام كل عام، إذ يُعتقد بشكل مباشر أنها تجلب الأمطار لمحصول الذرة الناجح.

### الطب والمرض
يُقال إن جميع النباتات، والحيوانات، والوحوش والناس عاشوا في وئام سابقًا دون انفصال بينهم. في ذلك الوقت، كانت الحيوانات أكبر وأقوى حتى أصبح البشر أكثر قوة. وعندما ازداد عدد السكان، زادت الأسلحة، ولم تعد الحيوانات تشعر بالأمان. لذا قررت الحيوانات عقد اجتماع لمناقشة ما يجب القيام به لحماية نفسها.
التقت الدببة أولًا وقررت أنها ستصنع أسلحة خاصة بها مثل البشر، لكن أدى هذا إلى مزيد من الفوضى فقط. اجتمعت بعد ذلك الغزلان لمناقشة خطة عملها، وتوصلت إلى استنتاج مفاده أنه إذا كان الصيادون يريدون قتل الغزلان، فسيصابون بمرض. والطريقة الوحيدة لتجنب هذا المرض هي طلب المغفرة من روح الغزلان. والشرط الآخر هو أن يقتل الناس الغزلان عند الضرورة فقط. اجتمع مجلس الطيور والحشرات والحيوانات الصغيرة بعد ذلك وقرروا أن البشر قساة للغاية، لذلك اختلقوا العديد من الأمراض لإصابتهم بها.
سمعت النباتات ما كانت تخطط له الحيوانات، ولأنها كانت دائمًا صديقة للبشر، تعهدت بأنها ستخلق علاجًا لكل مرض تسسبه الحيوانات. خدم كل نبات غرضًا والطريقة الوحيدة للعثور على الغرض هي اكتشافه بنفسك. وجهت أرواح النباتات رجل الطب عند عدم معرفته أي دواء يجب استخدامه.